# Nadezhda Belova
Nadezhda Belova, también conocida como Nadiya Billova –en ruso, Надежда Белова– (Bolshevik, 2 de septiembre de 1961), es una deportista soviética, de origen ucraniano, que compitió en biatlón. Ganó dos medallas en el Campeonato Mundial de Biatlón de 1986.

## Palmarés internacional
| Campeonato Mundial | Campeonato Mundial | Campeonato Mundial | Campeonato Mundial |
| Año                | Lugar              | Medalla            | Prueba             |
| ------------------ | ------------------ | ------------------ | ------------------ |
| 1986               | Falun (Suecia)     | Medalla de oro     | Relevos            |
| 1986               | Falun (Suecia)     | Medalla de plata   | Velocidad          |